# Farnborough
Farnborough é uma cidade inglesa, localizada no condado de Hampshire. Mais conhecida como sede do Farnborough Airshow. Nela está localizada a sede da BAE Systems. De acordo com o censo de 2011 em todo o Reino Unido, a população de Farnborough é de 57.486 habitantes.